# Kristna regnbågsrörelsen - EKHO

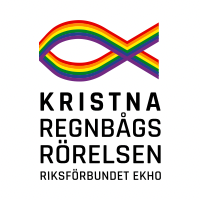
Logotyp

Kristna regnbågsrörelsen - EKHO är en kristen organisation som funnits i Sverige sedan 1976. EKHO står för Ekumeniska grupperna för kristna hbtq-personer. Idag finns EKHO aktivt som lokala föreningar i Stockholm, Göteborg (Västra götaland och Halland), Skåne, Sydöst (Småland/Blekinge/Öland), Mälardalen (Västmanland/Nerike med omnejd) och Norr, men på flera andra orter finns medlemmar och sympatisörer. Riksförbundet EKHO är en paraplyorganisation som samlar lokalföreningarna under sig. 
EKHO är ekumeniskt organiserad, vilket innebär att medlemmar från alla kyrkor, trossamfund och sammanslutningar välkomnas. På många platser finns samarbete med samfund som exempelvis Svenska kyrkan och Equmeniakyrkan. EKHO varken är eller har ambitionen att bli en egen kyrka. 
Kristna regnbågsrörelsen antogs som organisationens nya slogan under årsmötet 2024.

## Bidrag
Organisationen får statsbidrag via Myndigheten för ungdoms- och civilsamhällesfrågor (MUCF).
| År   | Organisationsbidrag MUCF |
| ---- | ------------------------ |
| 2011 | 150 000                  |
| 2012 | 335 000 (projektbidrag)  |
| 2013 | 421 017                  |
| 2014 | 465 265                  |
| 2015 | 405 899                  |
| 2016 | 471 438                  |
| 2017 | 453 436                  |
| 2018 | 483 484                  |
| 2019 | 392 568                  |
| 2020 | 379 682                  |
| 2021 | 451 293                  |
| 2022 | 461 650                  |
| 2023 | 491 245                  |
| 2024 | 575 747                  |
| 2025 | 533 200                  |

## Ledarskap förbundsordförande
- Gunnar Bäckström (ordförande, 2010)[5]
- Erik Gyll (2015-2017)[6]
- Johanna Wickberg (2017 - 2020)
- Robin Paulonen (2021 - 2023)
- Lina Landström (2024 - )

## Regnbågsfisken
Regnbågsfisken är ett heders- och förtjänstpris som varje år delas ut till någon som med sitt liv och gärning bidragit  till att förändra situationen för kristna hbtq-personer i kyrkor och samfund. 

### Pristagare
2019: Thomas Kazen
2020: Robert Eriksson
2021: Ann-Christine Ruuth
2022: Erik Gyll (präst i Svenska Kyrkan)
2023: Cecilia Redner och Hans Degréus (präster i Svenska Kyrkan)
2024: Niclas Öjebrandt och Ulrica Davidsson
2025: Kjeld Renato Lings